# SN 1997am
SN 1997am – supernowa typu Ia odkryta 5 marca 1997 roku w galaktyce A105731-0313. Jej maksymalna jasność wynosiła 21,97m.